# ラッセル・アレン

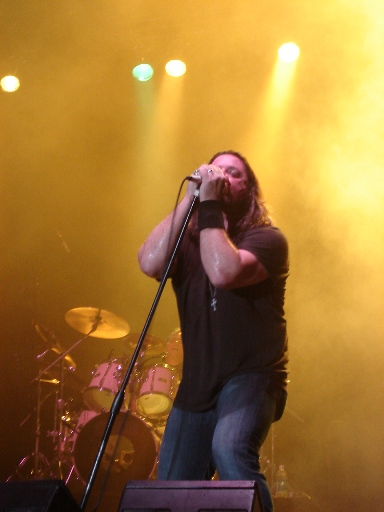
2007年

ラッセル・アレン(Russell Allen、1971年7月19日-)は、アメリカ合衆国カリフォルニア州ロングビーチ出身のボーカリスト。現在、アメリカのプログレッシブ・メタル・ネオクラシカルメタルバンドのシンフォニー・エックスのメンバーとして活躍している。

## 経歴
- 5歳の頃に初めて聴衆の前で歌唱を披露した。
- 幼少期は、ウィリー・ネルソンなどのアウトロー・カントリー・ミュージシャンを好んでいた。
- ハイスクールに進学するとヘヴィメタルやハードロック、プログレッシブ・ロックに傾倒するようになった。アイアン・メイデン、ディオ（レインボー）、レッド・ツェッペリン、ディープ・パープル、ピンク・フロイドなどを好み、アマチュア・バンドでライブをこなしていた。
- ヘヴィな音楽興味を持つ傍ら、地元のボーカルグループではサイモン&ガーファンクルなどのポピュラー音楽も歌っているなど、幅広い音楽をハイスクール時代に体験した。

## シンフォニー・エックスへの加入
1994年、シンフォニー・エックスは、1stアルバム『Symphony X』を作成したが、ボーカリストのロッド・タイラーは、音楽性の不一致を理由に脱退を表明した。シンフォニー・エックスはニューアルバムを作成するため、タイラーと元ベーシストのトーマス・ミラーが中心となって後任ボーカリストの候補をリストアップしていた。この時点ではまだラッセルは後任ボーカリストの中に名を挙げてはいなかった。
しかし、1995年にラッセルとバンドは大きな転機を迎える事となる。ラッセルは、同年ニューヨーク市で開かれたレイ・ギランの追悼コンサートに参加していた。そのパフォーマンスを見てラッセルの事を気に入ったトーマスが、ギタリストのマイケル・ロメオにラッセルの力量について話し、ロメオもラッセルに興味を抱き、オーディションを行った。
その結果、間もなくシンフォニー・エックスはラッセルに後任ボーカルとしての加入を打診した。ラッセルは当初、シンフォニー・エックスのネオクラシカルでありプログレッシブな独特な音楽性に戸惑いを覚えたが、ロメオや他のメンバーの才能に感銘を覚え加入を決めた。
ラッセル加入後の2ndアルバム『The Damnation Game』は、1stアルバムから完成度が格別に上がり、シンフォニー・エックスはより認知されるようになった。1997年には3rdアルバム『The Divine Wings of Tragedy』、1998年に続く4thアルバム『Twilight in Olympus』を作成し、これに伴うツアーで初来日を果たした。続く『V』『The Odyssey』でも変わらず歌唱を披露している。

## シンフォニー・エックス以外のプロジェクト
- 2004年にダニエレ・リヴェラーニのロック・オペラ・プロジェクトにマーク・ボールズ、エドゥ・ファラスキら数名とゲスト参加した。
- 2005年に、マスタープランのヨルン・ランデとラスト・トライブのマグナス・カールソンと組んだプロジェクト、アレン/ランデを結成。1stアルバム『The Battle』を発表。
- 同年に、アトミック・ソウル名義でソロアルバムを発表。
- 2011年にマイク・オーランド、マイク・ポートノイらと共にアドレナリン・モブを結成[1]。